# Tanatusias
Se llaman tanatusias a las fiestas que celebraban los atenienses en honor de los difuntos. Se celebraban con toda solemnidad en el mes antesterión. 
Los romanos a imitación de los griegos tenían la creencia de que las sombras de los difuntos salían de los infiernos para asistir a sus fiestas por lo que tenían franqueadas sus puertas mientras duraba la solemnidad. Durante estos días lúgubres no se rendía culto a ninguna divinidad, estaban cerrados sus templos y se evitaba celebrar matrimonios. 